# تزرفالیو
تزرفالیو (به ایتالیایی: Zerfaliu) یک کومونه در ایتالیا است که در استان اریستانو واقع شده‌است.

## خصوصیات
تزرفالیو ۱۵٫۵ کیلومترمربع مساحت و ۱٬۱۷۹ نفر جمعیت دارد.